# 勐古縣
勐古縣是緬甸聯邦第一特區下轄的一個縣，縣治勐古区勐古镇。

## 名称
勐古的缅文在第一特区官方拼作。

## 歷史沿革
1989年3月11日，缅甸民族民主同盟军宣告成立，同年，同盟軍與緬甸當局簽訂停火協議，同盟軍控制區成為缅甸掸邦第一特别行政区。缅甸政府承认果敢县、贵概县（县治勐古，后改称勐古县）及南坎县三个县屬於缅甸掸邦第一特区。
由于第一特区政府在1992年发生了政治动荡，在1992年至2000年期间，該地區為勐古地区自卫军實際控制。2000年11月4日，缅军策划了“黑勐龙事件”，解除了勐古地区自卫军的武裝，武力攻占勐古逮捕时任官员，將勐古地區納入緬甸中央政府直接統治之下。
2017年，同盟军到江西勐古地区发展根据地，逐步恢复对勐古的治权，约于同年，恢复勐古县。2019年时，勐古县下辖勐古区、勐洪区、南壮区、勐博区、大勐宜区、勐吉区6个区。
隨1027行動進展，緬甸民族民主同盟軍於2023年11月7日宣布恢复其在勐古的治权。

## 行政區劃
勐古縣下辖5个区：
- 勐古區（မုန်းကိုးမြို့နယ်）：勐古镇、捧線鄉、澡堂河乡
- 勐博區（မုန်းပေါ်မြို့နယ်）：棒賽鎮、勐博乡、南岛乡、景阳乡
- 勐洪區（မိုင်းဟွမ်မြို့နယ်）：勐洪乡、勐牙乡、邦迫乡
- 勐舉區（မိုင်းစီးမြို့နယ်）：勐举乡、南东乡、莱岗乡
- 南壯區（နန်ကျွမ်းမြို့နယ်）：南壮乡、小勐波乡、核桃箐乡、长箐山乡